# Parachadisra atrifusa
Parachadisra atrifusa är en fjärilsart som beskrevs av George Francis Hampson 1897. Parachadisra atrifusa ingår i släktet Parachadisra och familjen tandspinnare. Inga underarter finns listade i Catalogue of Life.